# Bardača
Bardača är ett samhälle i Bosnien och Hercegovina.   Det ligger i entiteten Republika Srpska, i den norra delen av landet, 160 kilometer nordväst om huvudstaden Sarajevo. Bardača ligger 88 meter över havet och antalet invånare är 198.
Terrängen runt Bardača är platt.Närmaste större samhälle är Srbac, 6,5 kilometer öster om Bardača. 
Omgivningarna runt Bardača är en mosaik av jordbruksmark och naturlig växtlighet. Runt Bardača är det ganska tätbefolkat, med 67 invånare per kvadratkilometer.